# Frontone (Italia)
Frontone è un comune italiano di 1 187 abitanti della provincia di Pesaro e Urbino nelle Marche.

## Geografia fisica
Il comune si trova nella Provincia di Pesaro e Urbino al confine con quella di Perugia e non distante da quella di Ancona, ai piedi del Massiccio del Catria, la cui vetta principale, il Monte Catria tocca i 1701 m s.l.m. Nel territorio comunale, e precisamente nella frazione di Castello, è ubicata una stazione meteorologica appartenente all'Aeronautica Militare.

## Storia
Il territorio del Comune di Frontone è stato abitato fin dai tempi più remoti; la prima popolazione che creò un insediamento stabile fu sicuramente quella degli Umbri e più tardi giunsero prima i Celti e poi i Romani, quindi la zona venne conquistata dai Longobardi ai quali si sostituirono poi i Franchi. I primi documenti scritti che parlano del castello e della comunità civile di Frontone risalgono all’undicesimo secolo, e la sua storia, fino alla fine del quattordicesimo secolo, fu legata indissolubilmente a quella di Cagli, a cui appartenne come feudo. Divenne poi possedimento eugubino sotto la signoria dei Gabrielli fino al 1420 e passò quindi al Ducato di Urbino, salvo una brevissima dominazione malatestiana. Nel 1530 il castello ed il territorio di Frontone divennero contea del Ducato di Urbino, dono di Francesco Maria I della Rovere al nobile modenese Gianmaria Della Porta e tali rimasero fino all'abolizione delle giurisdizioni feudali per effetto dell’annessione al Regno d’Italia napoleonico (1808), abolizione poi rinnovata da papa Pio VII (1816).

### Simboli
Stemma
Il 25 settembre 1928 Frontone venne unito a Serra Sant'Abbondio formando il comune di Frontone Serra a cui fu concesso uno stemma con regio decreto del 3 agosto 1930:
Riottenuta l'autonomia il 6 febbraio 1946 ogni comune ha ripreso il proprio emblema civico.
Gonfalone
Il gonfalone è stato concesso con DPR del 4 aprile 1970.

## Monumenti e luoghi d'interesse

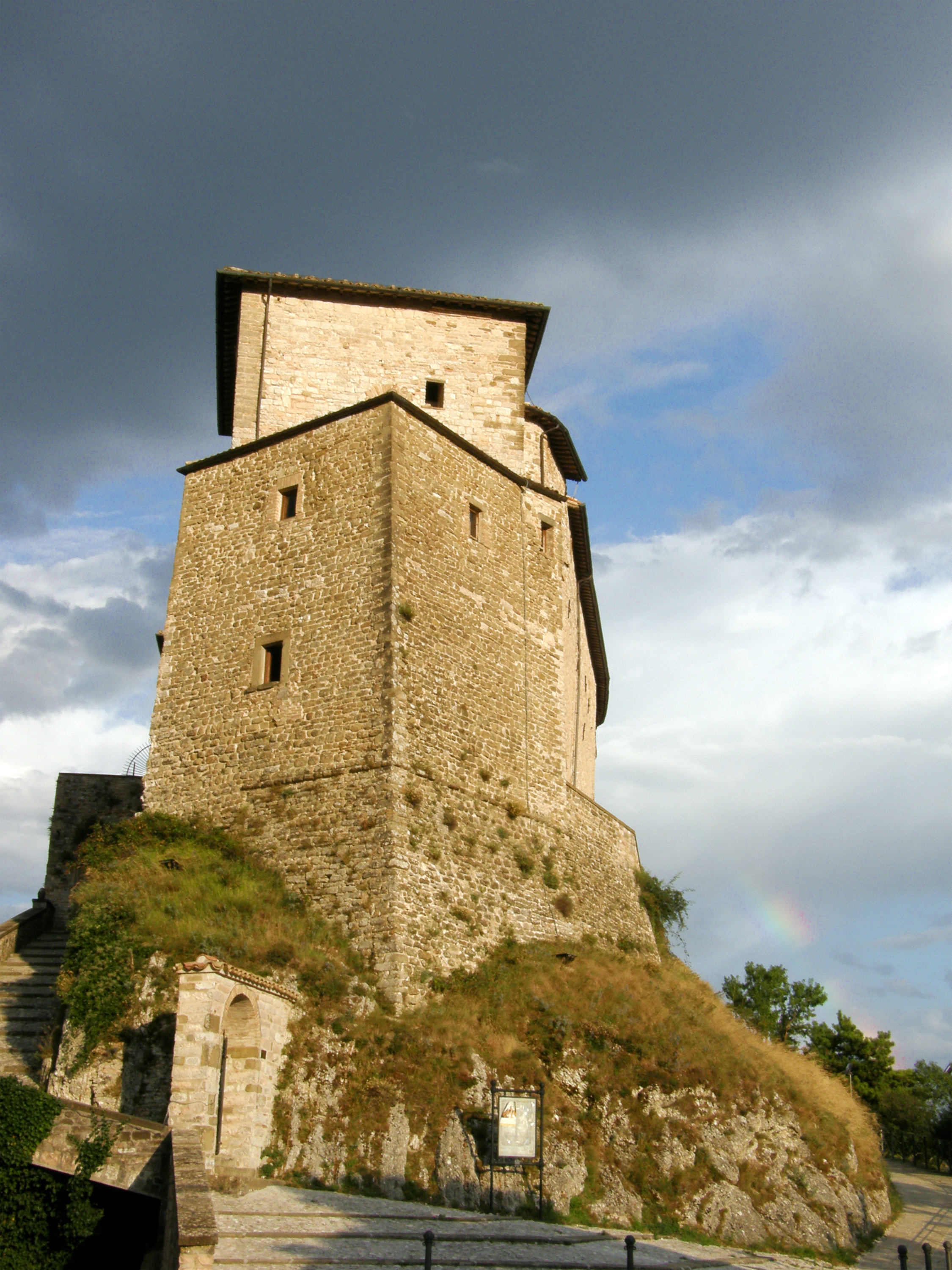
Castello di Frontone

- Castello della Porta, fortificazione eretta molto probabilmente alla fine dell'XI secolo; nel tempo venne più volte ampliata e rinforzata, ed ebbe poi una notevole importanza strategica, essendo sita infatti sul confine storico (l'ultima rocca) tra il Ducato di Urbino dei Montefeltro e i possedimenti dei Malatesta tra '400 e '500. Domina con una visuale che dal Monte Catria arriva al mare, a San Marino e al Monte Nerone. La rocca, ha visto inoltre il decisivo intervento del famoso architetto senese Francesco di Giorgio Martini che, in qualità di ingegnere militare presso la corte di Federico da Montefeltro, ne ridisegnò completamente la struttura, facendone rinforzare le mura in vista degli scontri con i Malatesta[7] e, soprattutto, facendo realizzare il celebre puntone a "sperone" che tuttora è la caratteristica più famosa e distintiva di questa fortezza. Al 2024 il castello risulta di proprietà del comune ed è possibile visitarlo.
- Chiesa baronale della Madonna del Soccorso, nella quale è una tela firmata da Francesco Allegrini e datata 1679 con La Madonna del Carmine e il conte Della Porta[8].
- Eremo di Fonte Avellana, importante abbazia forse fondata da san Romualdo nel 980, nota per aver ospitato importanti personaggi religiosi quali san Pier Damiani e sant'Albertino, ma soprattutto, per aver dato rifugio a Dante che ricorda Fonte Avellana nel XXI canto del Paradiso.

## Società

### Evoluzione demografica
Abitanti censiti

### Etnie e minoranze straniere
Secondo i dati ISTAT al 1º gennaio 2021 la popolazione straniera residente era di 105 persone e rappresentava il 8,6% della popolazione residente. La comunità più numerosa era quella rumena con 58 persone, pari al 55,24% sul totale della popolazione straniera.

## Cultura

### Media

#### Cinema
Film girati a Frontone
- La banda Grossi - Una storia vera quasi dimenticata[12][13] (2018).

## Economia

### Turismo
Nel 2023, il comune è stato insignito della bandiera arancione del Touring Club Italiano.

## Amministrazione
| Periodo          | Periodo          | Primo cittadino    | Partito                        | Carica  | Note   |
| ---------------- | ---------------- | ------------------ | ------------------------------ | ------- | ------ |
| 2 luglio 1985    | 16 giugno 1990   | Giona Viti         | Indipendente                   | Sindaco | [ 15 ] |
| 16 giugno 1990   | 11 novembre 1994 | Ivo Moleri         | Democrazia Cristiana           | Sindaco | [ 15 ] |
| 16 novembre 1994 | 24 aprile 1995   | Vitale Vitalucci   | Partito Popolare Italiano      | Sindaco | [ 15 ] |
| 24 aprile 1995   | 14 giugno 1999   | Vitale Vitalucci   | Partito Popolare Italiano      | Sindaco | [ 15 ] |
| 14 giugno 1999   | 14 giugno 2004   | Giampietro Volpi   | Lista civica (Centro-sinistra) | Sindaco | [ 15 ] |
| 14 giugno 2004   | 8 giugno 2009    | Giampietro Volpi   | Democratici di Sinistra        | Sindaco | [ 15 ] |
| 8 giugno 2009    | 26 maggio 2014   | Francesco Passetti | Nuovamente insieme             | Sindaco | [ 15 ] |
| 26 maggio 2014   | 27 maggio 2019   | Francesco Passetti | Nuovamente insieme             | Sindaco | [ 15 ] |
| 27 maggio 2019   | 10 giugno 2024   | Daniele Tagnani    | Progettiamo Frontone           | Sindaco | [ 15 ] |
| 10 giugno 2024   | in carica        | Daniele Tagnani    | Progettiamo Frontone           | Sindaco | [ 15 ] |

## Sport

### Calcio
La squadra di calcio del paese è la A.S.D. Frontone Serra, che disputa la Terza Categoria, e rappresenta i comuni di Frontone e Serra Sant'Abbondio.